# Denver Broncos 1961
La stagione 1961 dei Denver Broncos è stata la seconda della franchigia nell'American Football League. Guidata dall'allenatore Frank Filchock la squadra terminò con 3 vittorie e 11 sconfitte, finendo al terzo posto della Western Division.
I Broncos del 1961 Broncos stabilirono un record del football professionistico moderno perdendo 68 palloni, più di ogni altra squadra nella storia della AFL o della NFL history.

## Calendario
| Stagione regolare |                       |           |                         |        |
| Turno             | Avversario            | Risultato | Stadio                  | Record |
| 1                 | at Buffalo Bills      | V 22–10   | War Memorial Stadium    | 1–0    |
| 2                 | at Boston Patriots    | S 17–45   | Boston University Field | 1–1    |
| 3                 | at New York Titans    | S 28–35   | Polo Grounds            | 1–2    |
| 4                 | at Oakland Raiders    | S 19–33   | Candlestick Park        | 1–3    |
| 5                 | Dallas Texans         | S 12–19   | Bears Stadium           | 1–4    |
| 6                 | Oakland Raiders       | V 27–24   | Bears Stadium           | 2–4    |
| 7                 | New York Titans       | V 27–10   | Bears Stadium           | 3–4    |
| 8                 | at San Diego Chargers | S 0–37    | Balboa Stadium          | 3–5    |
| 9                 | Houston Oilers        | S 14–55   | Bears Stadium           | 3–6    |
| 10                | San Diego Chargers    | S 16–19   | Bears Stadium           | 3–7    |
| 11                | Buffalo Bills         | S 10–23   | Bears Stadium           | 3–8    |
| 12                | at Houston Oilers     | S 14–45   | Jeppesen Stadium        | 3–9    |
| 13                | Boston Patriots       | S 24–28   | Bears Stadium           | 3–10   |
| 14                | at Dallas Texans      | S 21–49   | Cotton Bowl             | 3–11   |

## Classifiche
| AFL Western Division | AFL Western Division | AFL Western Division | AFL Western Division | AFL Western Division | AFL Western Division | AFL Western Division | AFL Western Division | AFL Western Division | AFL Western Division |
|                      | V                    | S                    | P                    | PCT                  | DIV                  | PF                   | PS                   | Str.                 |                      |
| -------------------- | -------------------- | -------------------- | -------------------- | -------------------- | -------------------- | -------------------- | -------------------- | -------------------- | -------------------- |
| San Diego Chargers   | 12                   | 2                    | 0                    | .857                 | 6–0                  | 396                  | 219                  | S1                   |                      |
| Dallas Texans        | 6                    | 8                    | 0                    | .429                 | 4–2                  | 334                  | 343                  | V2                   |                      |
| Denver Broncos       | 3                    | 11                   | 0                    | .214                 | 1–5                  | 251                  | 432                  | S7                   |                      |
| Oakland Raiders      | 2                    | 12                   | 0                    | .143                 | 1–5                  | 237                  | 458                  | S6                   |                      |

Nota: I pareggi non venivano conteggiati ai fini della classifica fino al 1972.